# Gryon justum
Gryon justum är en stekelart som beskrevs av Mikhail Vasilievich Kozlov och Kononova 1989. Gryon justum ingår i släktet Gryon och familjen Scelionidae. Inga underarter finns listade i Catalogue of Life.